# Rhinophora
Rhinophora is een geslacht van insecten uit de familie van de pissebedvliegen (Rhinophoridae), die tot de orde tweevleugeligen (Diptera) behoort.

## Soort
- R. lepida (Meigen, 1824)